# Мария фон Айкен
Мария фон (ван) Айкен (на немски: Maria von (van) Eicken; * 1571, Брюксел; † 21 април 1636, манастир Мария Енгелпорт до Хунсрюк) е чрез женитба маркграфиня на Баден-Баден (1591 – 1596).

## Живот
Тя е най-възрастната дъщеря на барон Йобст ван Айкен († 1591) и съпругата му Барбара ван Мол.
Мария се омъжва на 13 март 1591 г. в Брюксел за маркграф Едуард Фортунат фон Баден-Баден (1565 – 1600). Едуард се жени за нея втори път и на 14 май 1593 г. в дворец Хоенбаден по пантофи. На 30 юли същата година се ражда наследственият принц. Децата им не се признават от братовчед му Ернст Фридрих фон Баден-Дурлах.
Тя е погребана до съпруга си в манастир Енгелпорт близо до Хунсрюк до Мозел.

## Деца
Мария и Едуард Фортунат имат децата:
- Анна Мария Лукреция (* 1592, Мурано до Венеция; † 1654, Кастелаун)
- Вилхелм (* 30 юли 1593, Баден-Баден; † 22 май 1677, Баден-Баден), маркграф на Баден-Баден (1621 – 1677)
- Херман Фортунат (* 23 януари 1595, Ращат; † 4 януари 1665, Кастелаун)
- Албрехт Карл (* 17 август 1598, Кастелаун; † 23 юни 1626, Хунд-дворец; по невнимание сам се застрелва)